# Abensberg-Traun

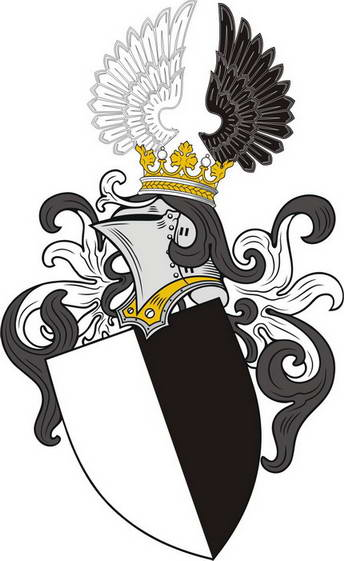
Blason des Abensberg-Traun.

Abensberg-Traun (nom d'origine : Abensberg und Traun) est une maison comtale d'Autriche, remontant au XIVe siècle.

## Histoire
Un seigneur de Traun se distingua à la bataille de Crécy. Ferdinand III donna le titre de comte à Ernest de Traun en 1653. Le comte Othon reçut en 1705 de Léopold Ier, la dignité de grand-banneret de l'archiduché d'Autriche, qui s'est conservée dans la première des deux branches de cette famille.

## Blason
|  | Blason de la famille d'Abensberg-Traun Blasonnement : Parti d'argent et de sable. Source du blasonnement : JB Rietstap, Armorial général, Tome I., page 3. |

## Membres
- Hugo Abensberg und Traun